# Нассау (Багамские Острова)

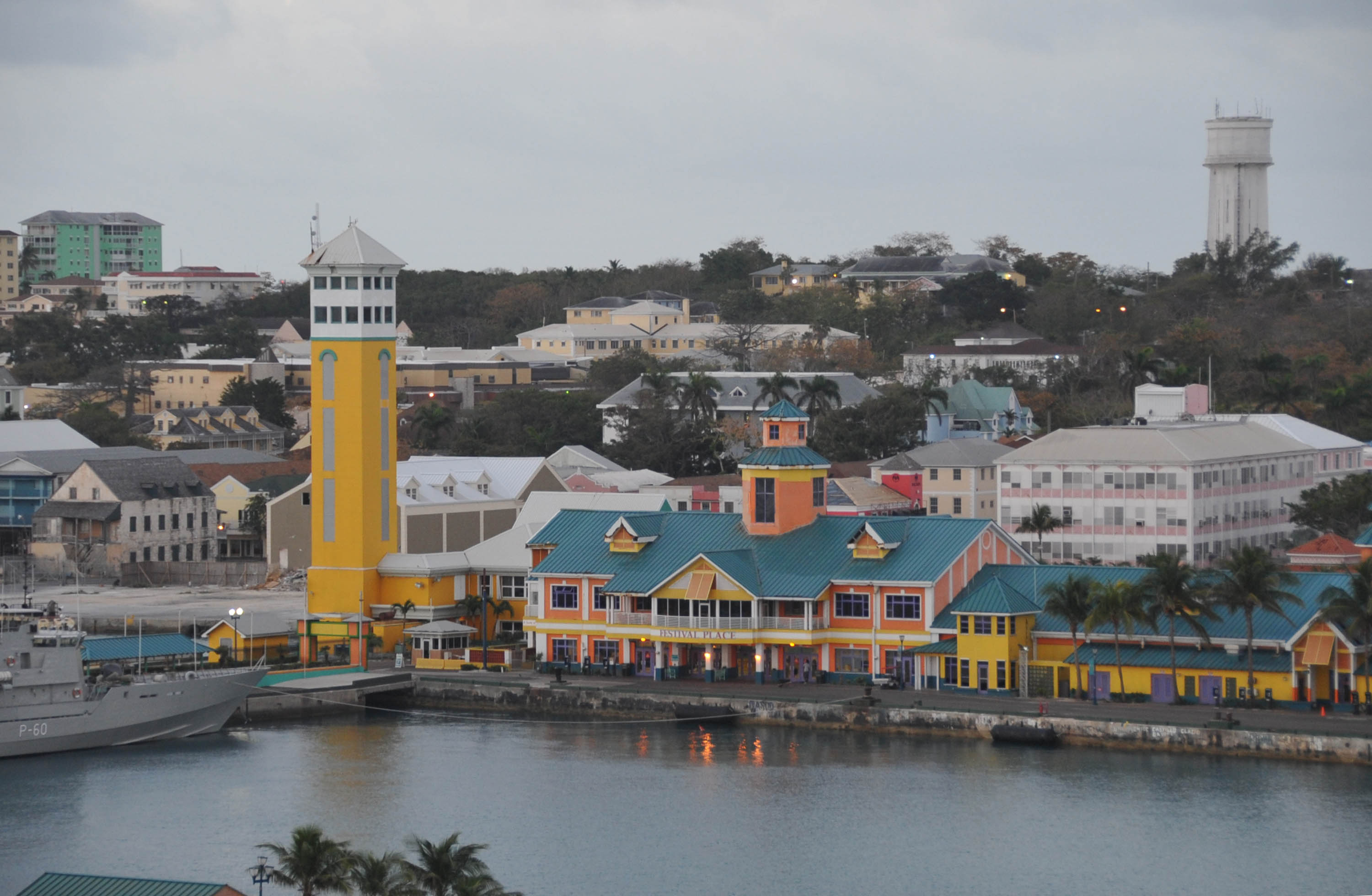
Терминал для круизных судов в На́ссау

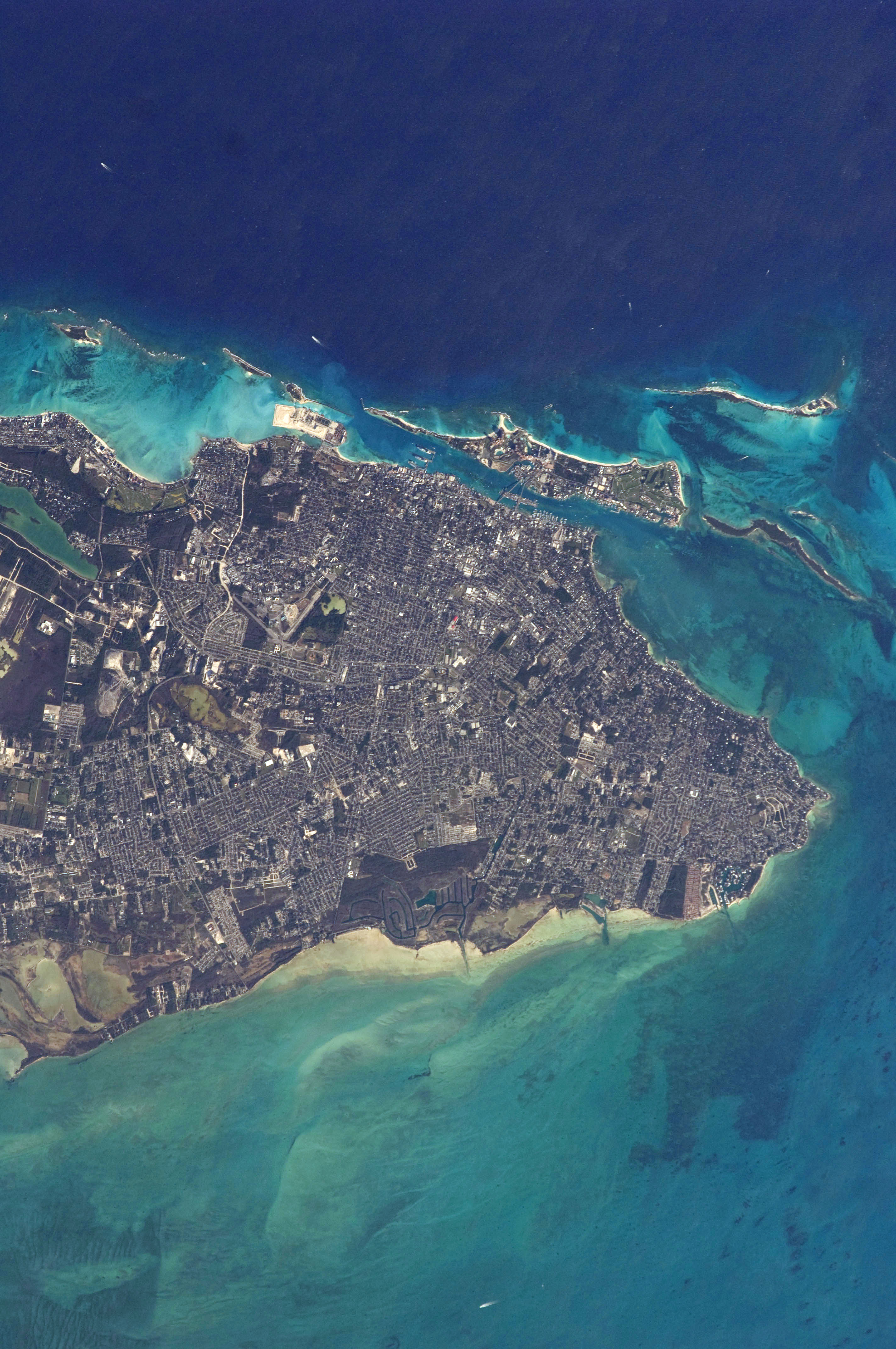
Снимок На́ссау из космоса

На́ссау (англ. Nassau; ['nasɔː]) — столица Багамских Островов, торговый и культурный центр, а также самый крупный город страны. Население Нассау составляет 274 400 человек (2016).
Находится на острове Нью-Провиденс. У Нассау красивая гавань и оживлённый морской порт. Тропический климат и естественная красота Багам сделала Нассау популярным туристическим центром с репутацией спокойного отдыха днём и увлекательных развлечений ночью.

## Этимология
Город был заложен в середине XVII века и получил в 1695 году название Нассау в честь Вильгельма III Оранского, герцога Нассау, который был статхаудером Нидерландов, а затем и английским королём под именем Вильгельма III. Само герцогство Нассау находится на территории современной Германии.

## История города
Нассау был основан англичанами в середине XVII века как Чарльстаун (англ. Charles Towne), но был переименован в Нассау в честь Вильгельма III Оранского-Нассау в 1695 году. На протяжении XVIII века он был убежищем для пиратов Карибского моря, самым известным из которых был Чёрная Борода. Нассау являлся объектом многочисленных нападений испанцев в конце XVIII века, а в 1776 году он был ненадолго захвачен американскими революционерами. В мае 1782 года острова и столица Нассау были оккупированы испанцами, но в июле 1783 года без единого выстрела снова отбиты британскими лоялистами. До конца Американской войны свыше 7000 лоялистов переселились туда с континентальной части США.
По Парижскому миру острова отошли к Британии, и колония оставалась британской до 1973 года. В начале XIX века, после отмены в Британии работорговли, начался приток чёрного населения — освобождённых рабов с направлявшихся в Америку судов.
Во время Второй мировой войны на Нассау базировались корабли и катера американской береговой охраны, боровшиеся с подводными лодками Кригсмарине.
С 1968 года в Нассау находилась резиденция премьер-министра — вначале премьера самоуправляемой территории, а с 1973 года независимого государства Багамские Острова.

## География
Город расположен на острове Нью-Провиденс, Нассау имеет привлекательную гавань, красочное сочетание старосветской и колониальной архитектуры и оживлённый порт. Тропический климат и природная красота Багамских островов сделала Нассау популярным местом отдыха туристов.
Близость города к Соединённым Штатам Америки (290 км к востоко-юго-востоку от Майами, штат Флорида), также внесли вклад в его популярность как курорта, особенно после запрета на американские поездки на Кубу. Курорт Атлантис на близлежащем острове Парадиз привлекает больше туристов в город, чем любой другой отель. На курорте также работают более 6000 багамцев.

## Климат
Климат Нассау по классификации Алисова тропический. Из-за влияния Карибского моря он достаточно дождливый. В течение года количество осадков меняется — с мая по октябрь длится сезон дождей, а с ноября по апрель сухой сезон. Погода в сезон дождей очень жаркая и душная, в сухой сезон она более комфортная, а температура немного ниже.
| Показатель                                      | Янв. | Фев. | Март | Апр. | Май  | Июнь | Июль | Авг. | Сен. | Окт. | Нояб. | Дек. | Год  |
| ----------------------------------------------- | ---- | ---- | ---- | ---- | ---- | ---- | ---- | ---- | ---- | ---- | ----- | ---- | ---- |
| Абсолютный максимум, °C                         | 31,0 | 32,1 | 33,0 | 34,0 | 43,2 | 38,0 | 36,0 | 39,9 | 35,5 | 34,5 | 33,0  | 31,7 | 43,2 |
| Средний суточный максимум, °C                   | 25,9 | 26,5 | 27,0 | 28,3 | 30,0 | 31,7 | 32,5 | 32,6 | 32,0 | 30,4 | 28,3  | 26,7 | 29,3 |
| Средняя температура, °C                         | 21,6 | 22,0 | 22,7 | 23,9 | 25,8 | 27,7 | 28,4 | 28,5 | 28,0 | 26,6 | 24,5  | 22,7 | 25,2 |
| Средний суточный минимум, °C                    | 17,4 | 17,8 | 18,5 | 19,7 | 21,6 | 23,6 | 24,3 | 24,4 | 24,0 | 23,0 | 20,8  | 18,7 | 21,2 |
| Абсолютный минимум, °C                          | 4,6  | 7,0  | 7,3  | 9,0  | 9,0  | 15,0 | 18,0 | 18,0 | 18,0 | 15,0 | 11,0  | 7,6  | 4,6  |
| Норма осадков, мм                               | 41   | 45   | 56   | 52   | 84   | 167  | 123  | 180  | 142  | 114  | 64    | 44   | 1113 |
| Температура воды, °C                            | 20   | 24   | 25   | 25   | 26   | 27   | 28   | 27   | 26   | 25   | 24    | 23   | 25   |
| Источник: Погода и климат, Туристический портал |      |      |      |      |      |      |      |      |      |      |       |      |      |

## Транспорт

### Аэропорт
Международный аэропорт имени Линдена Пиндлинга, крупнейший аэропорт Багамских островов, находится в 16 километров (9,9 миль) от Нассау и ежедневно обслуживает авиарейсы в крупные города США, Канады, Великобритании и стран Карибского бассейна.
Аэропорт Нью-Провиденс на острове Парадиз был закрыт в 1999 году, взлётно-посадочная полоса была демонтирована и интегрирована в курортную сеть острова.

### Водный транспорт
Паромы обеспечивают транспортировку вокруг Нассау на окружающие острова. Пристань Принс-Джордж – главный порт города, обслуживающий заходящие в Нассау круизные суда.

### Дорожная сеть
Общественные маршрутные автобусы и такси обеспечивают транспортировку в Нассау. Прокат автомобилей есть в городе и в аэропорту.
Движение в Нассау левостороннее, как и в Великобритании, но многие автомобили ввозятся из США с левым рулём.
Основные дороги Нассау:
- Bay Street
- Eastern Road
- Blue Hill Road
- East Street
- Adelaide Road
- Shirley Street
- Soldier Road
- Carmicheal Road
- Prince Charles Drive
- John F Kennedy Drive
- Fox Hill Road
- Wulf Road
- Robinson Road

## Достопримечательности

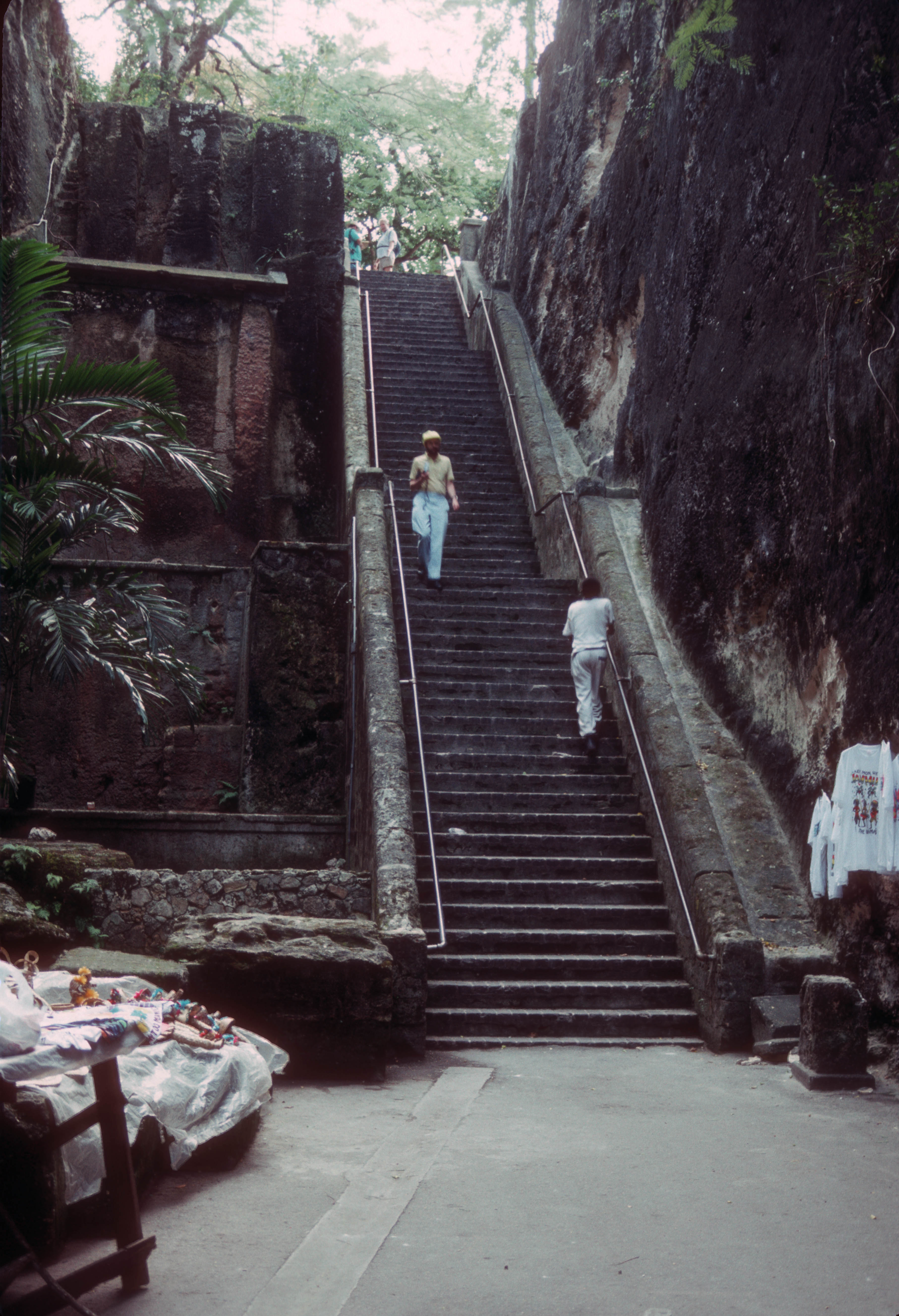
Лестница королевы

- Парламентская площадь
- Лестница королевы
- Остров Парадайз
- Торговая улица Бэй
- Королевские сады

## Города-побратимы
У Нассау есть шесть городов-побратимов:
- Детройт, Мичиган, США[5]
- Уинстон-Сейлем, Северная Каролина, США[6][7]
- Акапулько, Мексика
- Шанхай, Китай
- Парана, Аргентина
- Киш, Иран